# 鎮雄府
鎮雄府（ちんゆうふ）は、中国にかつて存在した府。明代から清代にかけて、現在の雲南省昭通市一帯に設置された。

## 概要
1285年（至元22年）、元により茫部路軍民総管府が置かれた。茫部路軍民総管府は雲南等処行中書省に属した。
1382年（洪武15年）、明により茫部路軍民総管府は茫部軍民府と改められた。1526年（嘉靖5年）、茫部軍民府は鎮雄軍民府と改称された。1609年（万暦37年）、鎮雄軍民府は鎮雄府と改められた。鎮雄府は四川省に属し、白水江𥳽酬長官司・懐徳長官司・威信長官司・帰化長官司・安静長官司の5長官司を管轄した。
1728年（雍正6年）、清により鎮雄府は鎮雄州に降格した。鎮雄州は昭通府に属し、属県を持たない散州となった。
1913年、中華民国により鎮雄州は廃止され、鎮雄県と改められた。